# Scopula praesignipuncta
Scopula praesignipuncta là một loài bướm đêm trong họ Geometridae.